# 大阪府道217号大野天野線
大阪府道217号大野天野線（おおさかふどう217ごう おおのあまのせん）は、大阪府大阪狭山市から河内長野市に至る一般府道である。

## 概要
大阪狭山市大野西から河内長野市天野町に至る。
現道は山間部を通る狭小な道路であるが、地域高規格道路の大阪橋本道路の一部（大阪河内長野線）がこの路線として供用されている。

### 路線データ
現道
- 起点：大阪府大阪狭山市大野西（大阪府道38号富田林泉大津線交点）
- 終点：大阪府河内長野市天野町（国道170号交点）

大阪河内長野線
- 起点：大阪府河内長野市小山田町（消防本部前交差点、河内長野市道貴望ヶ丘小山田線交点）
- 終点：大阪府河内長野市上原西町（国道170号交点、国道371号バイパス起点）

## 路線状況

### 道路施設

#### 橋梁
現道
- 下里橋（河内長野市）

#### トンネル
大阪河内長野線
- 赤峰トンネル：延長96 m、2013年（平成25年）竣工、河内長野市

## 地理

### 通過する自治体
- 大阪府
  - 大阪狭山市 - 河内長野市

### 交差する道路
| 交差する道路                                                       | 市町村名   | 交差する場所 | 交差する場所 |
| ------------------------------------------------------------------ | ---------- | ------------ | --- |
| 大阪府道38号富田林泉大津線                                         | 大阪狭山市 | 大野西       | 起点 |
| 国道170号 大阪府道20号枚方富田林泉佐野線 重複                      | 河内長野市 | 天野町       | 終点 |
| 大阪河内長野線                                                     |            |              | |
| 河内長野市道貴望ヶ丘小山田線                                       | 河内長野市 | 小山田町     | 消防本部前交差点 / 大阪河内長野線起点【北緯34度26分55.4秒 東経135度33分0.9秒 / 北緯34.448722度 東経135.550250度】 |
| 国道170号 国道371号 / バイパス 大阪府道20号枚方富田林泉佐野線 重複 | 河内長野市 | 上原西町     | 大阪河内長野線終点【北緯34度26分42.5秒 東経135度33分10.7秒 / 北緯34.445139度 東経135.552972度】                   |

### 沿線
現道
- 天野山金剛寺
- 関西サイクルスポーツセンター[注釈 1]

大阪河内長野線
- 河内長野市消防本部
- 赤峰市民広場（赤峰公園）
- 大阪千代田短期大学
- 塚穴古墳